# Thoosa bulbosa
Thoosa bulbosa är en svampdjursart som beskrevs av Hancock 1849. Thoosa bulbosa ingår i släktet Thoosa och familjen borrsvampar.
Artens utbredningsområde är havet utanför Indien. Inga underarter finns listade i Catalogue of Life.